# Rolf Palmgrén
Rolf Odo Armand Palmgren, född 22 maj 1880 i Helsingfors, död där 6 oktober 1944, var en finländsk författare. Hans föräldrar var Oskar Ludvig Palmgren och Agnes Maria Elisabet Renvall, och han var gift med Elsa Wilhelmina Hellman. Han var kusin till Axel och Alvar Palmgren. 
Palmgren blev filosofie kandidat 1909 och intendent vid Högholmens zoologiska trädgård i Helsingfors 1910. Han arbetade med kraft för naturskyddet i Finland, tog initiativ till det privata naturskyddsområdet Nothamn i Ekenäs skärgård 1912 samt blev finländska statens naturskyddsinspektör 1924. Han var även lärare i naturvetenskap vid Nya Svenska samskolan från 1914 till 1924.
Palmgren utgav bland annat Stämningsbilder (I. Från livet i naturen, 1913, prisbelönad av Svenska litteratursällskapet i Finland, II. I naturens lustgård, 1916, III. Djur, 1919, IV. I frihet och fångenskap, 1923), Vildnaden och människan (1915) samt (tillsammans med andra) Naturskydd och kultur (I–II, 1920, 1922; den senare delen innehåller bland annat handlingar, som står i samband med lagen om naturskydd av den 23 februari 1923). Andra verk inkluderar Ur lifvets historia (1908), Intryck och reflexioner under en studieresa till särskilda utländska zoologiska trädgårdar våren 1910 (1910), och Naturens nycker och under (1934).